# Gora Vytjanutaja (Mawson Escarpment)
Gora Vytjanutaja (englische Transkription von russisch Гора Вытянутая Gora Wytjanutaja, deutsch ‚Verlängerter Berg‘) ist ein Nunatak im ostantarktischen Mac-Robertson-Land. Er ragt nordwestlich der Hay Hills am nördlichen Ende des Mawson Escarpment auf.
Russische Wissenschaftler benannten ihn.